# Coleorozena vittata
Coleorozena vittata är en skalbaggsart som först beskrevs av J. L. Leconte 1858.  Coleorozena vittata ingår i släktet Coleorozena och familjen bladbaggar.

## Underarter
Arten delas in i följande underarter:
- C. v. vittata
- C. v. corta
- C. v. larga